# Paral·lel 27° sud
El paral·lel 27° sud és una línia de latitud que es troba a 27 graus sud de la línia equatorial terrestre. Travessa l'oceà Atlàntic, l'Àfrica, l'Oceà Índic, l'Australàsia, l'Oceà Pacífic i Amèrica del Sud.
En aquesta latitud el sol és visible durant 13 hores, 52 minuts durant el solstici d'hivern i 10 hores, 24 minuts durant el solstici d'estiu.

## Geografia
En el sistema geodèsic WGS84, al nivell de 27° de latitud sud, un grau de longitud equival a 99,254 km; la longitud total del paral·lel és de 35.732 km, que és aproximadament 89,0% de la de l'equador, del que es troba a 2.988 km i a 7.014 km del pol Sud

## Arreu del món
A partir del Meridià de Greenwich i cap a l'est, el paral·lel 27° sud passa per: 
| Coordenades                               | País. Territori o mar | Notes                                                                                          |
| ----------------------------------------- | --------------------- | ---------------------------------------------------------------------------------------------- |
| 27° 0′ S, 0° 0′ E / 27.000°S,0.000°E      | Oceà Atlàntic         |                                                                                                |
| 27° 0′ S, 15° 14′ E / 27.000°S,15.233°E   | Namíbia               |                                                                                                |
| 27° 0′ S, 20° 0′ E / 27.000°S,20.000°E    | Sud-àfrica            | Cap Septentrional Nod-oest Estat Lliure Mpumalanga Estat Lliure Mpumalanga                     |
| 27° 0′ S, 30° 58′ E / 27.000°S,30.967°E   | Eswatini              |                                                                                                |
| 27° 0′ S, 31° 59′ E / 27.000°S,31.983°E   | Sud-àfrica            |                                                                                                |
| 27° 0′ S, 32° 52′ E / 27.000°S,32.867°E   | Oceà Índic            |                                                                                                |
| 27° 0′ S, 113° 49′ E / 27.000°S,113.817°E | Austràlia             | Austràlia Occidental Austràlia Meridional Queensland – continent i illa Bribie                 |
| 27° 0′ S, 153° 10′ E / 27.000°S,153.167°E | Oceà Pacífic          | Passa al nord de l'illa Moreton, Queensland, Austràlia · Passa al nord de Illa de Pasqua, Xile |
| 27° 0′ S, 70° 47′ O / 27.000°S,70.783°O   | Xile                  |                                                                                                |
| 27° 0′ S, 68° 18′ O / 27.000°S,68.300°O   | Argentina             | Passa vora les ciutats de Resistencia (27°27′05″S 58°59′12″W) i Corrientes (27°29′S 58°49′W).  |
| 27° 0′ S, 58° 30′ O / 27.000°S,58.500°O   | Paraguai              |                                                                                                |
| 27° 0′ S, 55° 25′ O / 27.000°S,55.417°O   | Argentina             |                                                                                                |
| 27° 0′ S, 53° 44′ O / 27.000°S,53.733°O   | Brasil                | Santa Catarina                                                                                 |
| 27° 0′ S, 48° 35′ O / 27.000°S,48.583°O   | Oceà Atlàntic         |                                                                                                |